# Earina mucronata
Earina mucronata es una especie de orquídea endémica de Nueva Zelanda.

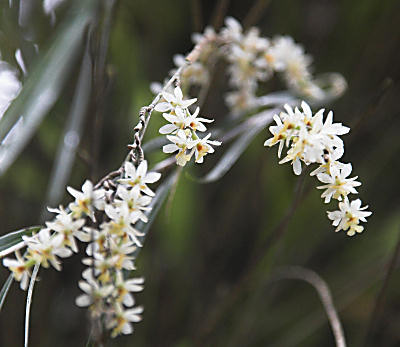
Earina mucronata
inflorescencia

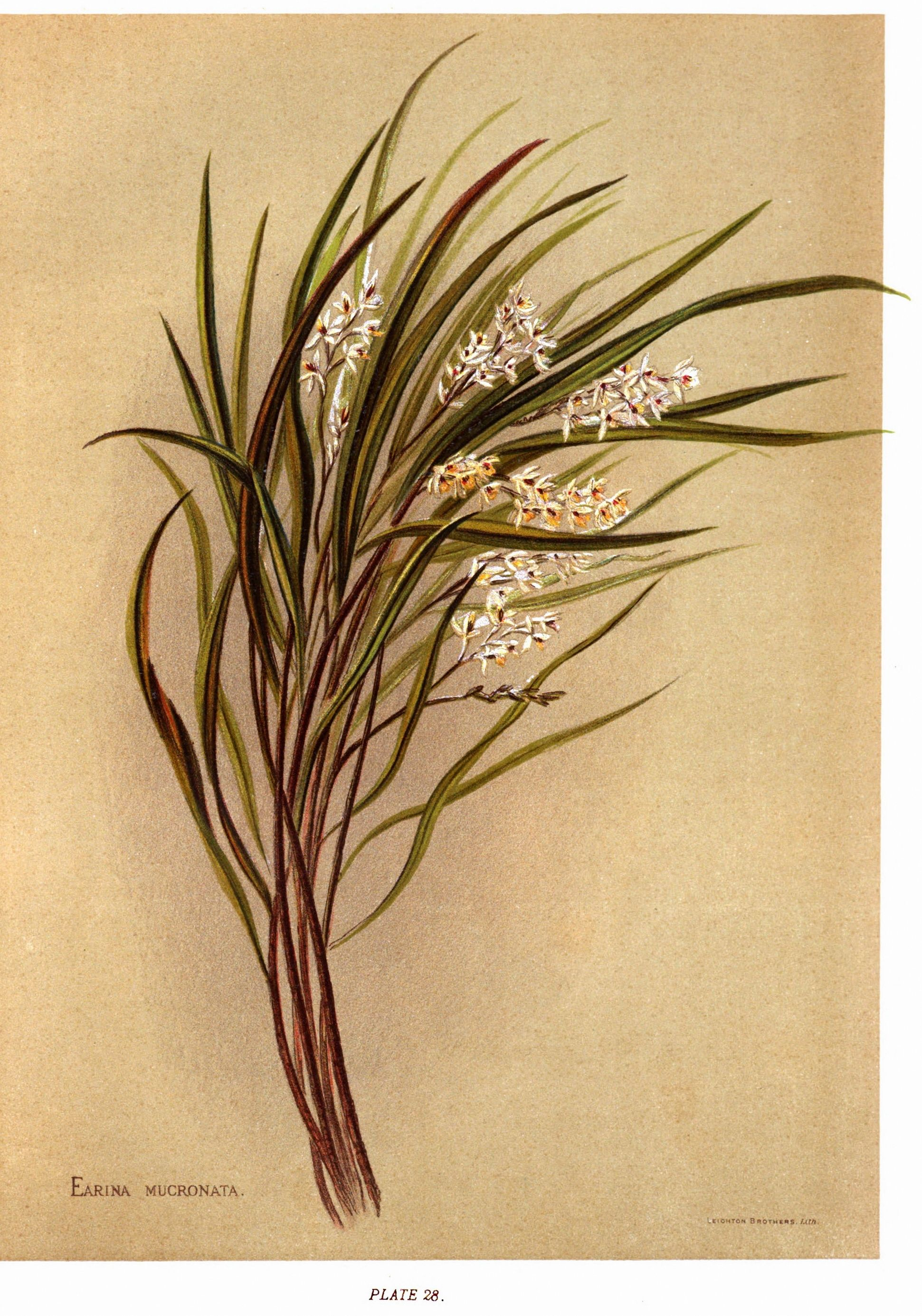
Earina mucronata
Mrs. Charles Hetley
Native Flowers Of
New Zealand
London (1888)

## Descripción
Las hojas están dispuestas alternativamente en un plano a lo largo de un, no ramificado y aplanado pseudobulbo que pueden crecer hasta 1 m de longitud, pero que es generalmente más corta. Como en la mayoría de monocotiledóneas la base de cada hoja se extiende en una vaina de la hoja que rodea completamente el vástago, en esta especie son considerablemente alargada y se extienden en toda la longitud de los entrenudos. Las vainas son de 2 o 3 mm de ancho y en contraste con los de E. autumnalis son difíciles de lograr. Otro rasgo distintivo clave de esta especie son los puntos negros diminutos, ubicuos que cubren las vainas de las hojas, así como muchas de las propias hojas - estos son los grandes ausentes en autumnalis. Florece durante la primavera y principios del verano; los meses de temporada alta son de octubre a diciembre. Las flores se producen en masa en una ramificado racimo. Los sépalos, pétalos y columna son generalmente de color blanco o crema, y el labelo es generalmente de color amarillo, aunque las formas de color blanco, albaricoque y naranja son a veces encontradas.

## Distribución y hábitat
Earina mucronata es generalmente epífita, pero de vez en cuando crece como litofita. Su distribución se extiende a través de las 3 islas principales de Nueva Zelanda (Isla Stewart) y hacia el este de las Islas Chatham.

## Taxonomía
Earina aestivalis fue descrita por John Lindley y publicado en Edwards's Botanical Register 20: t. 1699. 1835.
Etimología
El epíteto específico significa "punta" y se refiere a la forma de las puntas de las hojas muy estrechas de esta orquídea.
Sinonimia
- Epidendrum mucronatum (Lindl.) Banks & Sol. ex Hook.f.
- Earina quadrilobata Colenso[2][3]